# Onda atmosférica

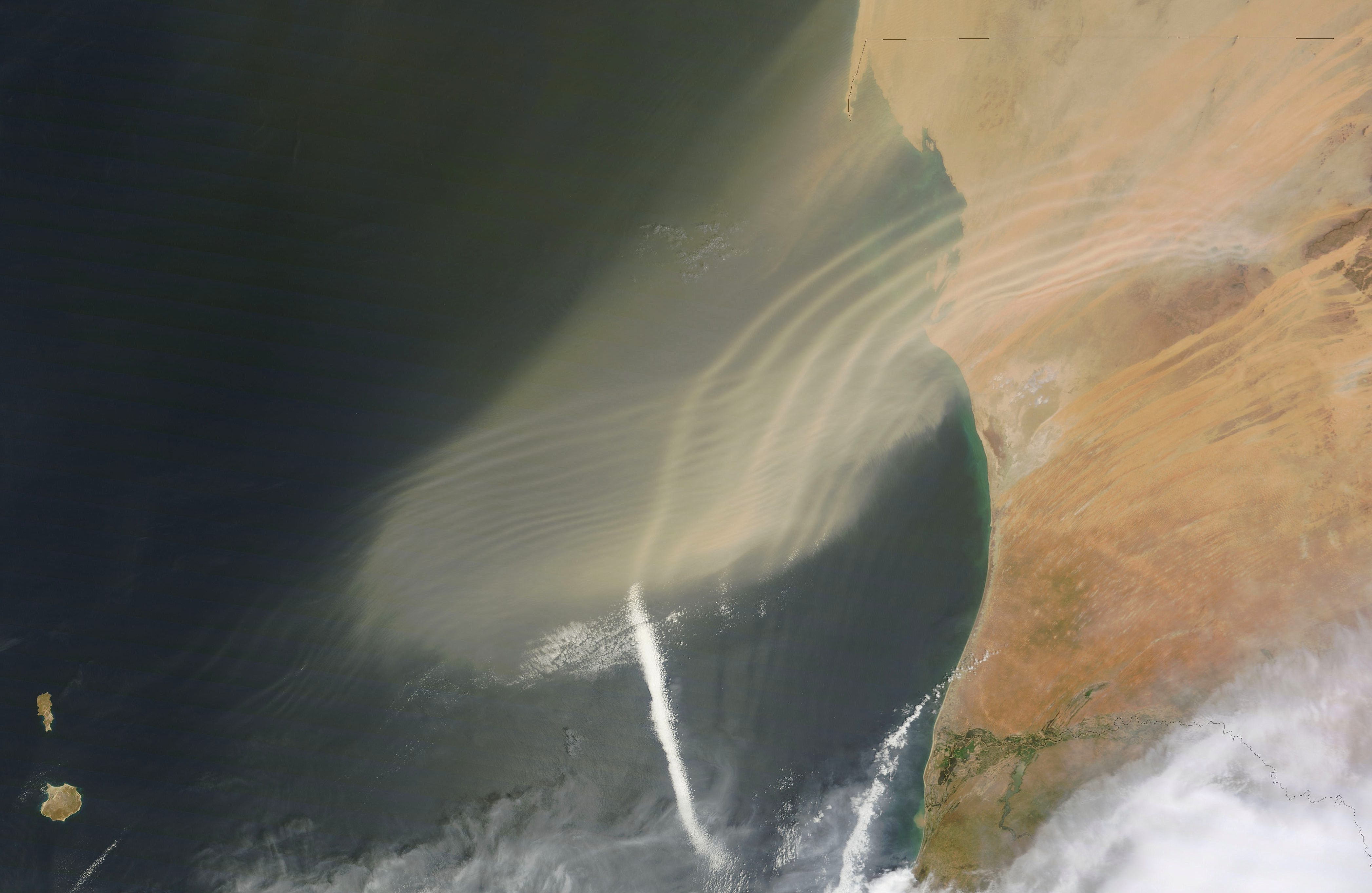
Onda atmosférica asociada con una pequeña tormenta de arena en el nordeste de África el 23 de septiembre de 2011

Una onda atmosférica es una perturbación periódica en el campo de las variables atmosféricas (como la presión atmosférica, la altura geopotencial, la temperatura o la velocidad del viento), que puede ser propagada como una onda o comportarse como una onda estacionaria. En una escala espacial y temporal, las ondas atmosféricas van desde la gran escala planetaria (ondas de Rossby) a las ondas sonoras. Las ondas atmosféricas con periodos que son armónicas con 1 día solar son conocidas como olas atmosféricas.

## Causas y efectos
El mecanismo que forma la onda, por ejemplo, la generación de una perturbación en las variables atmosféricas, puede cambiar. Generalmente, las ondas pueden ser provocadas por efectos dinámicos o térmicos, como la obstrucción del viento por una cordillera. Los efectos térmicos pueden ser de pequeña escala, y de gran escala como la formación de ondas de Rossby, dadas por un contraste de temperatura entre continentes y océanos en el hemisferio norte durante el invierno.
La mayor parte de los sistemas meteorológicos pueden ser considerados como fenómenos ondulatorios de onda particular, excitados por diferentes fuerzas actuando en la atmósfera.